# سیارک ۱۶۲۳۲
سیارک ۱۶۲۳۲ (به انگلیسی: 16232 Chijagerbs، نامگذاری:2000ED152) شانزده هزار و دویست و سی و دومین سیارک کشف شده‌است که در ۶ مارس ۲۰۰۰ کشف شد.
قدر مطلق سیارک برابر ۳۸.۹ است.